# Жумабоєв Мукімбой Юнусович
Мукімбой Юнусович Жумабо́єв — український військовослужбовець, полковник, начальник управління артилерії та протиповітряної оборони департаменту планування застосування Головного управління Національної гвардії України, учасник російсько-української війни, що відзначився у ході російського вторгнення в Україну. Герой України (2022).

## Життєпис
1989 року закінчив Тбіліське вище артилерійське командне училище, проходив службу у збройних силах СРСР та рідного Узбекистану, 1998-го закінчив військову академію. Потому звільнився з армії, переїхав до України, де створив родину та бізнес. 
2015 року став до лав Національної гвардії України, у військовому званні підполковника обійняв посаду командира гаубичного артилерійського дивізіону новоствореної 3-ї бригади оперативного призначення. Учасник АТО/ООС. 
На момент повномасштабного російського вторгнення в Україну — начальник артилерії секції планування застосування штабу Східного територіального управління НГУ.
Гаубичний артилерійський дивізіон під командуванням полковника Жумабоєва із перших днів вторгнення забезпечував підтримку сил оборони Харкова та місцевого аеропорту. Під час виконання вогневих завдань підрозділ знищив значну кількість ворожої техніки. Завдяки його діям та підготовленому ним особовому складу вдалося зупинити просування ворога; окупанти зазнали істотних втрат.

## Нагороди
- звання Герой України з врученням ордена «Золота Зірка» (25 березня 2022) — за особисту мужність і героїзм, виявлені у захисті державного суверенітету та територіальної цілісності України, вірність військовій присязі[2].

## Військові звання
- полковник.
- підполковник (2015).
- лейтенант (1989).